# John Bannister Goodenough
John Bannister Goodenough, född 25 juli 1922 i Jena, Tyskland, död 25 juni 2023 i Austin, Texas, var en amerikansk fysiker och materialvetare (professor) samt mottagare av Nobelpriset i kemi 2019.

## Biografi
Goodenough hade dyslexi som barn och beskriver själv sin barndom som "inte särskilt lycklig" med en far som var professor i religionshistoria vid Yale och som förväntade sig att hans son skulle kunna läsa. I tolvårsåldern blev han satt i internatskola där han med större framgång ägnade sig åt språk och matematik. Under andra världskriget tog han värvning och arbetade som meteorolog.
Han doktorerade i fysik vid University of Chicago och arbetade med att utveckla datorminnen vid MIT i Boston. 1976 övergick han till att arbeta med batteriforskning vid Ford Motor Company. Han blev 1986 professor i maskinteknik och materialvetenskap vid University of Texas i Austin. Han tillskrivs upptäckten och utvecklingen av litiumjonbatteriet.
År 2014 mottog han Charles Stark Draper-priset för sitt bidrag till litiumjonbatteriet. År 2019 tilldelades han Royal Societys högsta utmärkelse, Copleymedaljen.. 
År 2019 tilldelades han även Nobelpriset i kemi tillsammans med M. Stanley Whittingham och Akira Yoshino för utvecklingen av litiumjonbatteriet.
Goodenough var troende och framhöll att han som forskare "ärar skaparen genom att försöka förstå skapelsen och hur den fungerar".